# Callorhynchocotyle amatoi
Callorhynchocotyle amatoi är en plattmaskart som beskrevs av Boeger, Kritsky och Pereira 1989. Callorhynchocotyle amatoi ingår i släktet Callorhynchocotyle och familjen Hexabothriidae. Inga underarter finns listade i Catalogue of Life.